# Mořic Grimm

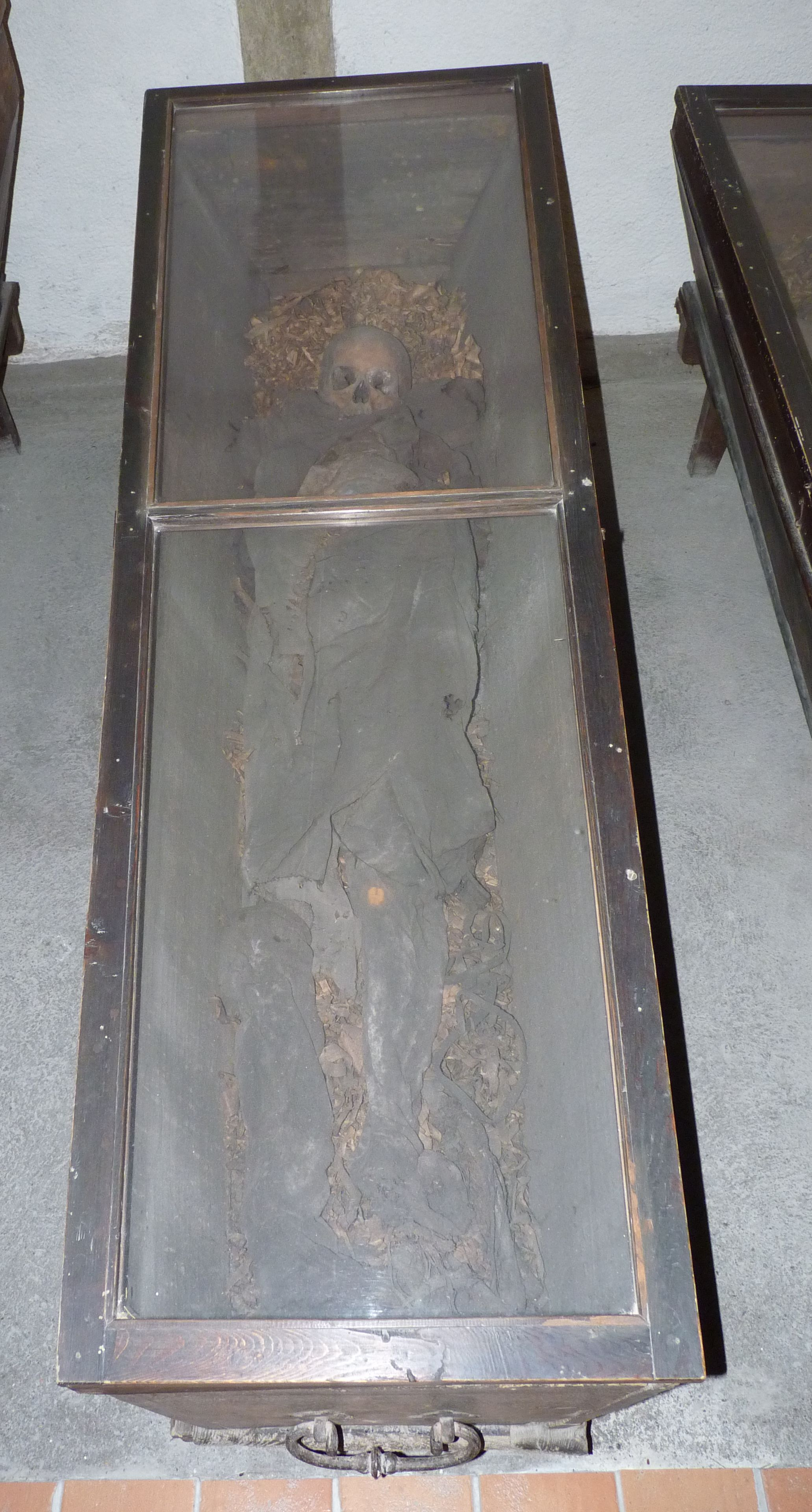
Mumie Mořice Grimma v brněnské kapucínské hrobce

Mořic (Mauric) Grimm (3. dubna 1669 Achdorf u Landshutu, Bavorsko – 17. června 1757 Brno) byl barokní architekt a stavitel německého původu. Většinu života však strávil v českých zemích a zejména v Brně, kde zrealizoval většinu svých děl.
O jeho mládí moc informací není, zkušenosti získal pravděpodobně v domácím prostředí a zřejmě také v Rakousku. Na území dnešního Česka se poprvé objevil roku 1690, kdy ho zaznamenaly registry pražského staroměstského zednického a kamenického cechu. V roce 1704 se společně s manželkou Voršilou a synem Janem Jakubem přestěhoval do Brna, kde zůstal až do konce svého života. Stal se brněnským měšťanem, bydlel na dnešním Kapucínském náměstí a pohřben je v kapucínské hrobce pod klášterním kostelem Nalezení sv. Kříže.
Stavební podnik, který založil po příjezdu do Brna, postavil mnoho staveb především v hlavním moravském městě. Kolem roku 1750 ho pro svůj pokročilý věk přenechal svému synovi Františku Antonínovi, který ve stavební činnosti pokračoval dále se společníkem Bartolomějem Zintnerem.

## Dílo
- dostavba kláštera dominikánů v Brně (1705–1711)
- projekt hrobky Raduita de Souches pro kostel sv. Jakuba (asi 1717)
- podílel se na stavbě zámku v Buchlovicích (1706–1738)
- přestavba brněnského domu pánů z Kunštátu na tržnici (1713)
- stavba nového refektáře s knihovnou v areálu královopolského kartuziánského kláštera (po 1715)
- dostavba minoritského kláštera v Brně, přestavba kostela sv. Janů v jeho areálu, včetně stavby lorety a nástavby zvonice (1716–1737)
- stavba kaple sv. Kříže v Soběšicích (1716–1718) (za odvrácení morové nákazy)
- přestavba kostela sv. Vavřince v Řečkovicích (1717 – 1722, podle cizího projektu)
- přestavba a dostavba Stavovského domu (dnes brněnská Nová radnice) (1717–1739)
- stavba hrobky pod kapucínským kostelem a úpravy v areálu kapucínského kláštera (1726–1739)
- novostavba kláštera obutých augustiniánů a přestavba presbytáře kostela sv. Tomáše v Brně (1732–1741), portál se sochami moravských markrabat vznikl v letech 1742–1749, současně zde přestavěl kapli Panny Marie a nově zřídil kapli sv. Kříže.
- stavba nové věže kostela Nanebevzetí Panny Marie v Brně (1732–1733)
- přestavba a nástavba Reduty (1734–1736, pravděpodobné autorství)
- stavba nového proboštství v areálu starobrněnského kláštera cisterciaček (před 1737)
- Schrattenbachův palác v Brně (dnes ústřední budova knihovny Jiřího Mahena) (1739, dle cizího projektu)
- přestavby zámků v Lysicích, Hrotovicích a Chrlicích
- přestavby kostelů:
  - kostel svatého Jiří v Ořechově-Tikovicích (1720-1725)
  - kostel svatého Mikuláše v Deblíně
  - kostel v Kyjově

## Fotogalerie

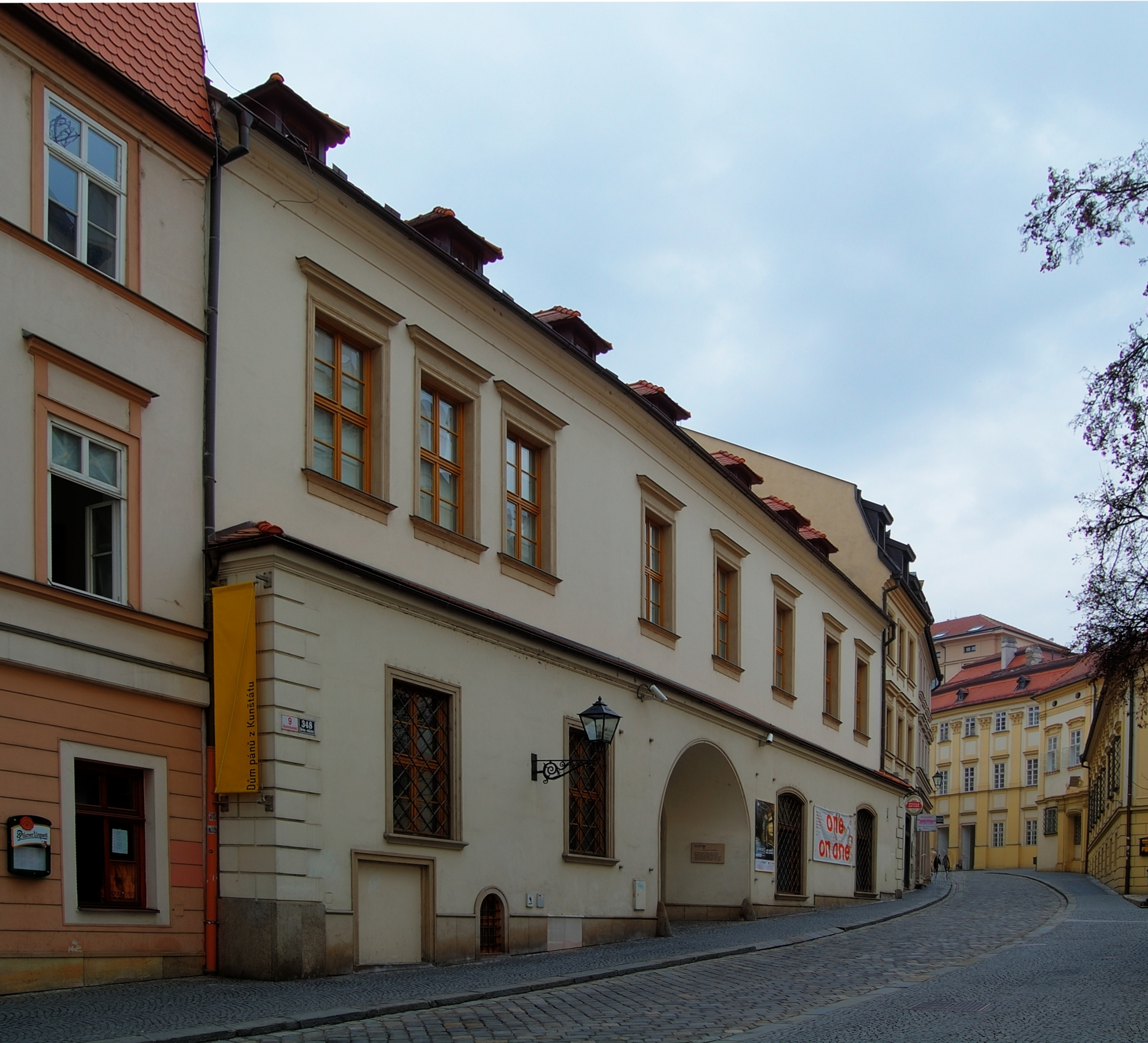
Dům pánů z Kunštátu v Brně
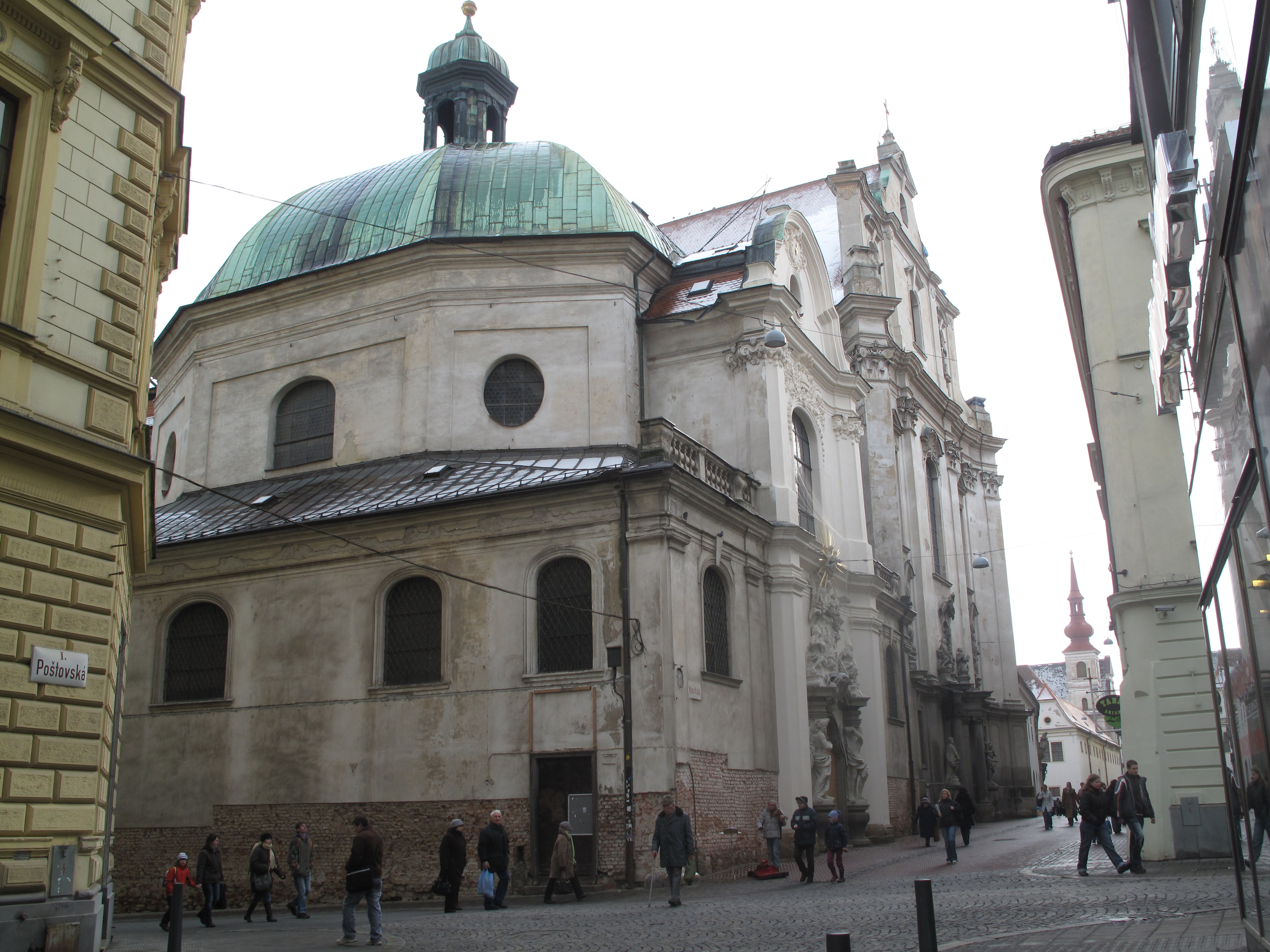
Loretánská kaple a minoritský kostel svatých Janů v Brně
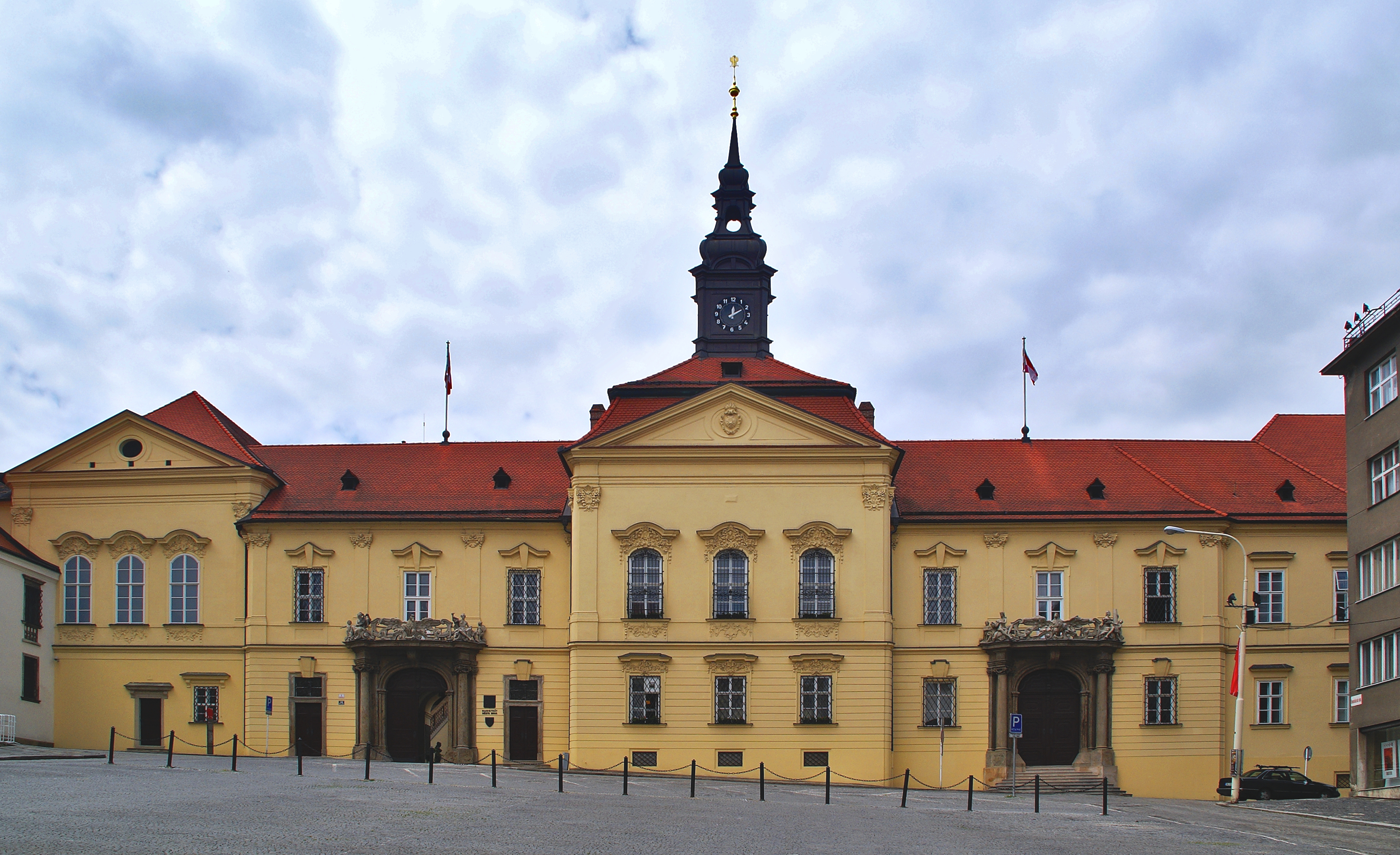
Nová radnice v Brně
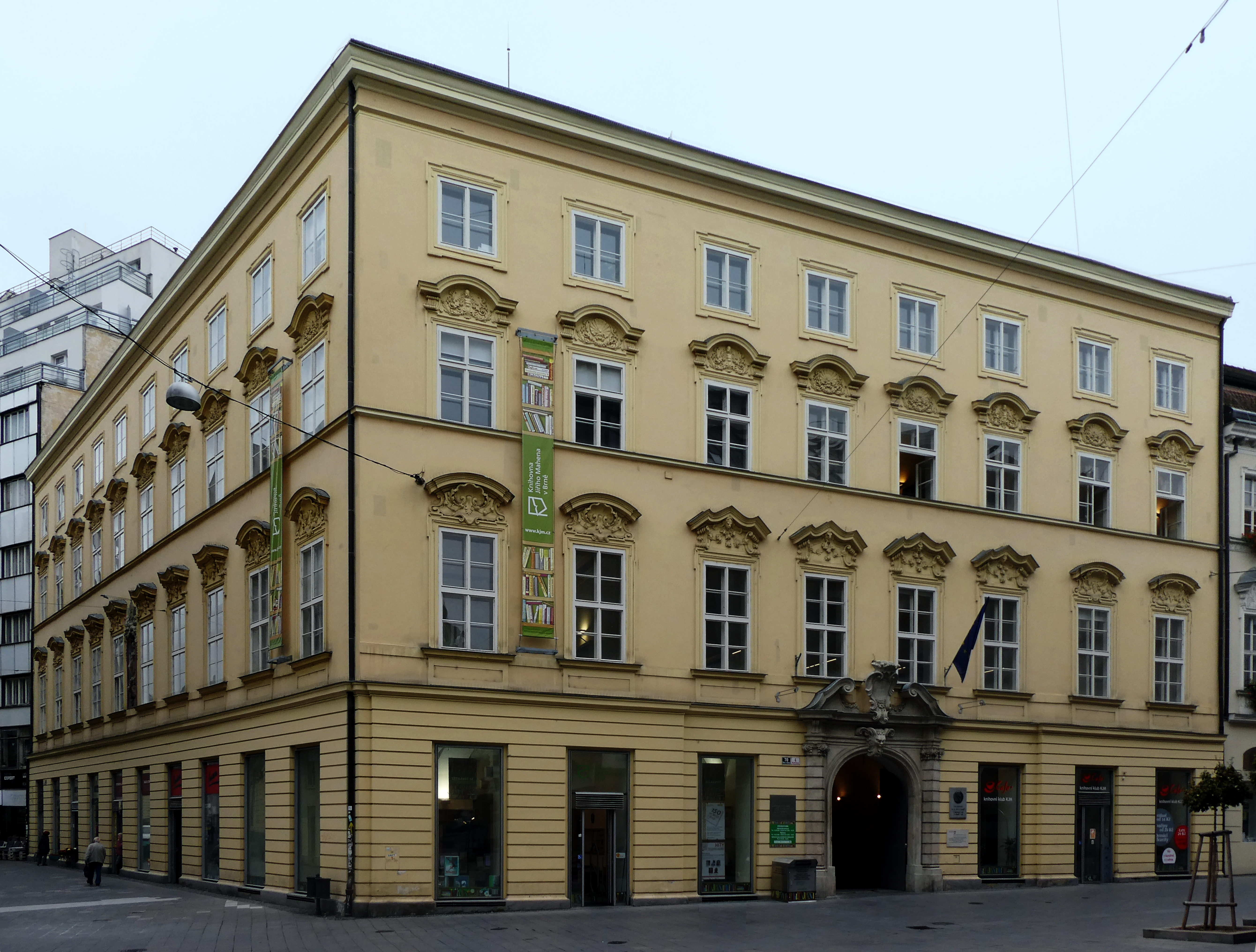
Schrattenbachův palác v Brně
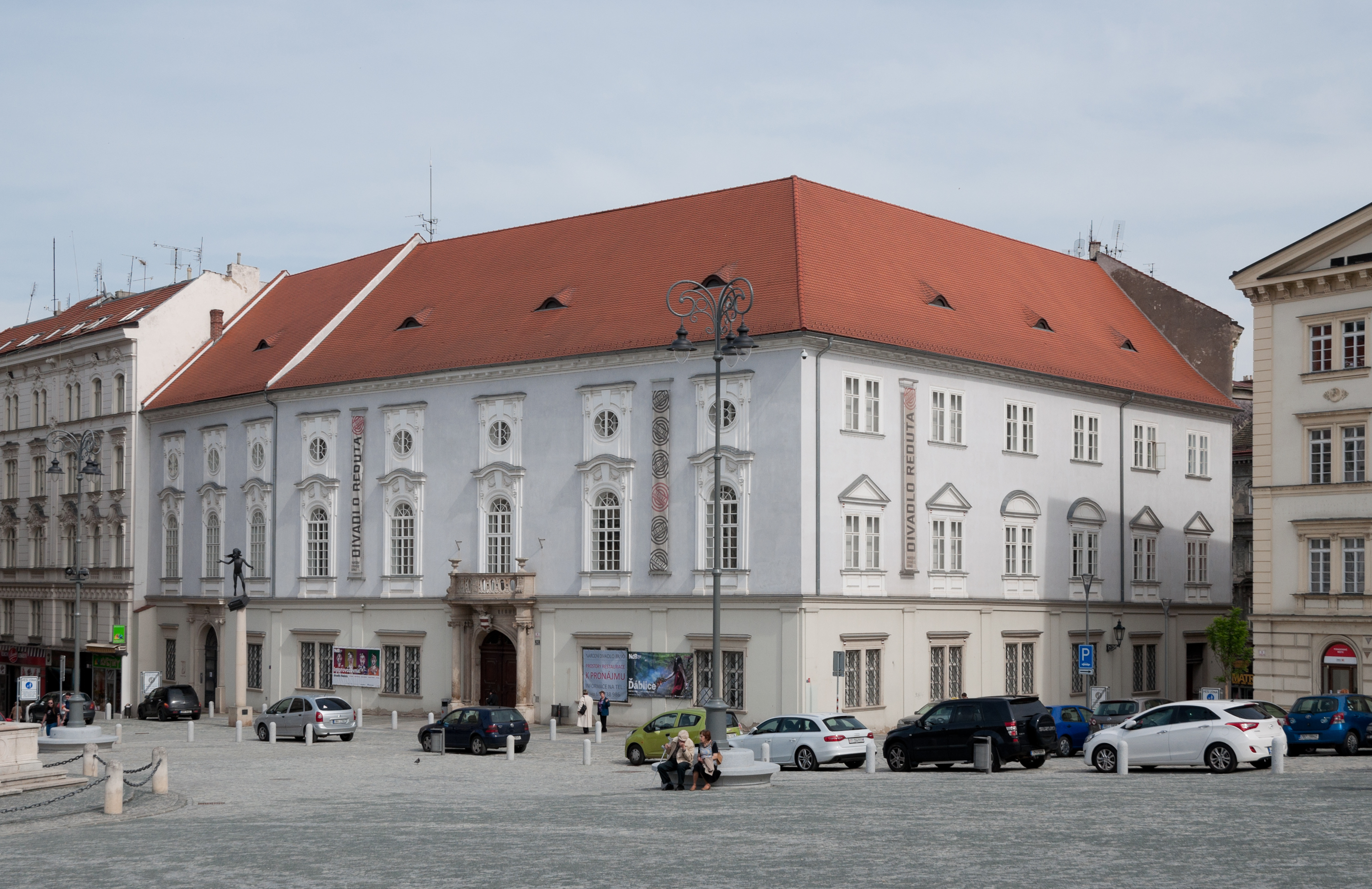
Divadlo Reduta v Brně
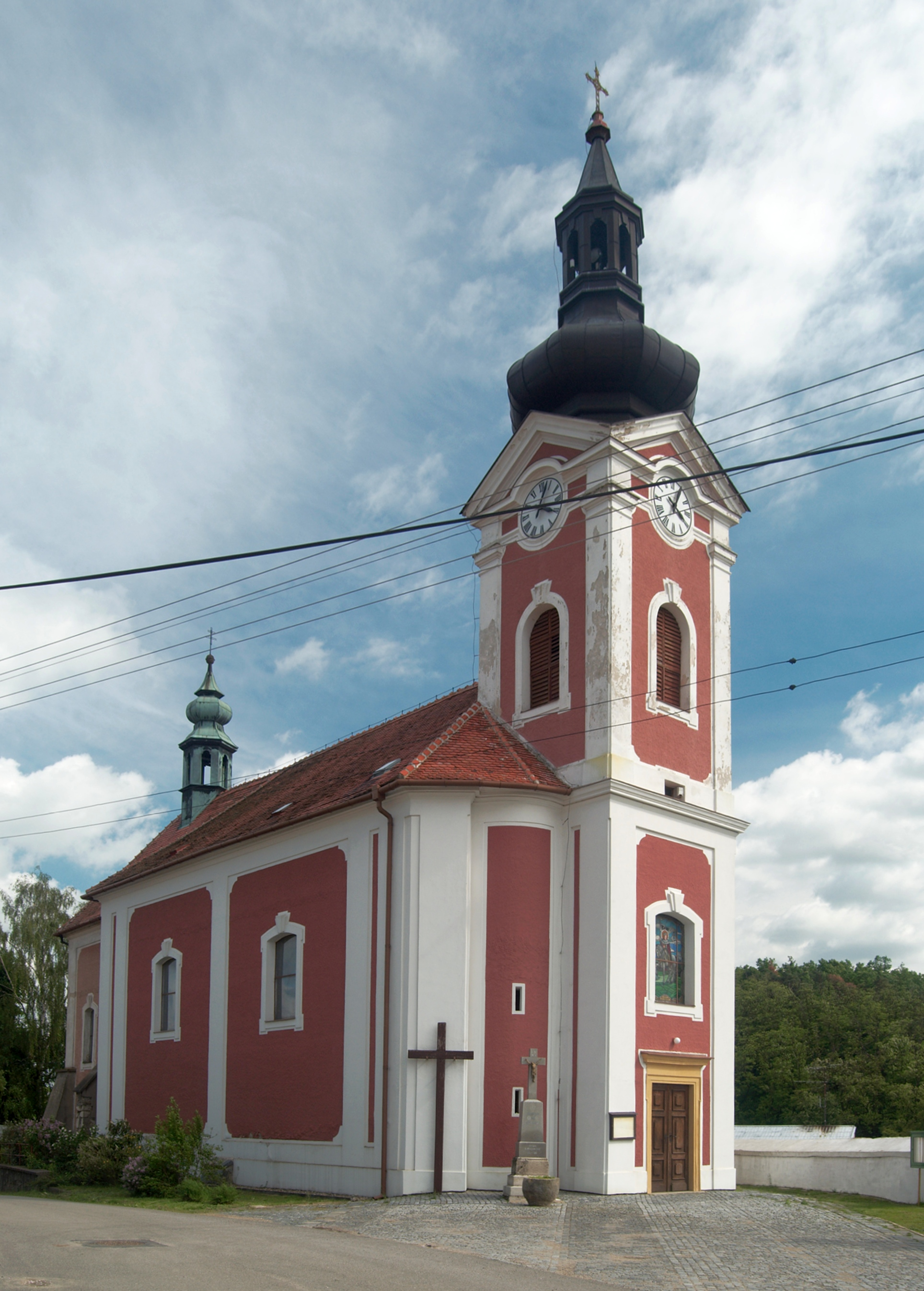
Kostel svatého Jiří v Ořechově-Tikovicích